# Koi Kana
Koi Kana ou Koi☆Kana (恋☆カナ, lit. "É Este Amor") foi o primeiro single de Tsukishima Kirari starring Kusumi Koharu (Morning Musume) (月島きらり starring 久住小春 (モーニング娘。)). A edição limitada do single foi lançada com uma etiqueta diferente, junto com a capa do álbum da edição regular.

Capa do single (Edição regular)

Um cover em finlandês da canção intitulado "Se tunne" (lit. "Esse sentimento"), foi cantado por Laura Vanamo, e lançado em 25 de março de 2009, pela Poko Rekords.

## História
O single foi lançado em 12 de julho de 2006 no Japão pela gravadora Zetima. Ficou classificado entre os 12º singles mais vendidos na Oricon. Teve uma edição limitada com uma capa e cartilha diferentes, e o formato foi em "single V" (um DVD que contém os vídeos musicais e um making of).
As canções foram cantadas por Koharu Kusumi do grupo Morning Musume, ela também interpretou Kirari Tsukishima, uma cantora e heroína fictícia do anime Kilari (Kirarin Revolution).
As duas canções do single, foram compostas por Tetsurō Oda, e também foram o tema de abertura e encerramento do anime. Koi Kana foi a primeira abertura (exibida nos episódios 1 até ao 26), e o "lado B" Sugao Flavor foi o primeiro encerramento (exibido nos episódios 1 até ao 17). Também teve a versão instrumental, que aparece no primeiro álbum de "Tsukishima Kirari", ☆☆☆ (Mitsuboshi) de 2007, e na compilação Best Kirari de 2009. As duas canções foram adaptadas na dobragem portuguesa do anime Kilari e foram interpretadas pela Bárbara Lourenço.

## Lista de faixas

### CD
1. "Koi Kana" (恋☆カナ, lit. "É Este Amor") – 3:29
2. "Sugao-flavor" (SUGAO-flavor, lit. "Sabor Genuíno") – 4:50
3. "Koi Kana (Instrumental)" – 3:29
4. "Sugao-flavor (Instrumental)" – 4:50

### Single V DVD
1. "Koi Kana" (恋☆カナ...)
2. "Koi Kana (Anime Ver.) (恋☆カナ...)"
3. "Koi Kana (Dance Shot Ver.) (恋☆カナ...)"
4. "Making Of" (メイキング映像, Making eizō)

## Total de vendas
18,125 cópias foram vendidas na primeira semana, e ao todo foram vendidas 38,650 cópias.